# Alessandro Portelli
Alessandro Portelli  (nacido el 8 de julio de 1942) es un académico italiano de Literatura americana y cultura, historiador oral, escritor para el periódico il manifesto, y musicólogo. Es profesor de literatura Anglo-americana en la Universidad de Roma La Sapienza. En los Estados Unidos es conocido por su trabajo de historia oral, que ha comparado conflictos industriales desde la perspectiva de los trabajadores en Harlan County, Kentucky y Terni, Italia. En 2014-15, fue profesor visitante en el Departamento de Sociología en la Universidad de Princeton, dando un curso sobre la América de Bruce Springsteen.

## Primeros años y educación
Portelli nació en Roma en 1942, y fue criado en Terni, un pueblo industrializado a 104 kilómetros al norte de Roma. Su padre era un funcionario público, y su madre era profesora de inglés. Pasó su último año de bachillerato como un estudiante de intercambio del American Field Service en el área de Los Ángeles. Estudió en la Universidad de Roma La Sapienza, recibiendo su título en Derecho en 1966 y en Inglés en 1972. Empezó a trabajar para el Consiglio Nazionale delle Ricerche en 1962.
- Datos: Q3610228